# Andrew Jackson (enginyer de so)
Andrew Brook Jackson és un enginyer de so britànic, conegut principalment pel seu treball amb el grup de rock progressiu britànic Pink Floyd. També és el propietari i operador de Tube Mastering, un estudi privat especialitzat en la masterització de música enregistrada.
La seva primera col·laboració amb la banda britànica va ser el 1982 per a la banda sonora de Pink Floyd The Wall. També va ajudar en temes d'enginyeria a The Final Cut juntament amb James Guthrie, i va encarregar-se completament de l'enginyeria a A Momentary Lapse of Reason i The Division Bell, a més d'encarregar-se de la gravació del nou material per al documental sobre la banda La Carrera Panamericana, de 1992. També va ser el seu enginyer de so durant la gira Division Bell Tour de 1994, a més de treballar conjuntament amb el guitarrista i vocalista de Pink Floyd David Gilmour en els seus discs en solitari About Face, On an Island, Live in Gdańsk, els DVD David Gilmour in Concert i Remember That Night. També es va encarregar de l'enginyeria del primer àlbum en solitari de Roger Waters The Pros and Cons of Hitchhiking.
Andrew també ha treballat amb altres bandes com Heatwave, The Boomtown Rats, Fields of the Nephilim i Héroes del Silencio.
Ha estat nominat a un premi Grammy en dues ocasions en les categories de millor enginyeria d'un àlbum per A Momentary Lapse of Reason i The Division Bell, tot i no haver-ne guanyat cap dels dos.